# 今井春奈
今井 春奈（いまい はるな、1988年4月15日 - ）は、日本の元ファッションモデル、女優。活動当時はATプロダクションに所属していた。

## 略歴
幼い頃から目立ちたがりで、芸能界に憧れて浅井プロダクション（後のATプロダクション）に所属する。
2003年から女子小中学生向けのファッション雑誌『ラブベリー』（徳間書店）の専属モデルを務め、会員制の雑誌『ザ・フィットネス』の第1回キャンペーンガールにも選出されている。
2007年以降の活動状況は不明で、所属事務所のサイトからはプロフィールが削除されている。

## 人物
元気で明るい性格。特技はピアノ演奏、バドミントン。

## 作品

### 写真集
- ポコ ア ポコ 池田愛 井上優里菜 今井春奈写真集（2002年1月10日、心交社） - 共演：池田愛、井上優里菜
- エンジェルBOOKS 3 Apricot アプリコット（2002年7月10日、心交社） - その他の出演：井上優里菜、渡辺舞、古谷千波

### 映像作品
- Andantino♪（2002年1月10日、心交社） - 共演：池田愛、井上優里菜

## モデル活動
以下の出典：スクランブルエッグ on the Web

### 雑誌
- ラブベリー（2003年、徳間書店） - 専属モデル
- ピュア☆ピュア Vol.19（2003年、辰巳出版）
- UP to boy Vol.163（2004年、ワニブックス）
- De☆View 2004年4月号（オリコン・エンタテインメント）
- ザ・フィットネス - 第1回キャンペーンガール

### カタログ
- DAISY LOVERS 2004年春・夏、2004年水着・浴衣（ナルミヤ・インターナショナル）

### アミューズメント機器
- With ロマンスストーリー（2003年、メイクソフトウェア） - フレームモデル

## 出演
以下の出典：スクランブルエッグ on the Web

### テレビドラマ
- 特捜戦隊デカレンジャー 第3話（2004年、テレビ朝日） - 同級生B 役
- ジイジ〜孫といた夏〜 第3回（2004年、NHK）
- 怪談新耳袋「正座する影」（2004年、BS-i） - 有紀 役

### 映画
- min.Jam「こいばな〜学校の階段2〜」（2005年、モブキャスト）
- 神の左手 悪魔の右手（2006年、松竹） - ヨウコ 役

### CM
- ディズニーストア